# 佃咲江
佃 咲江（つくだ さきえ、1985年10月31日- ）は、北海道・美幌町出身の女子自転車競技選手。北京オリンピック自転車女子スプリント日本代表選手。
北海道釧路星園高等学校を経て、北海商科大学（北見キャンパス）卒業、同大学研究生を経て現在はフリー。

## 経歴
高校時代まではスピードスケートの選手であったが、北海商科大学に進学してから自転車競技へと転身。そして自転車競技選手歴1ヶ月ながらも、大学1年時の2004年5月に開催された東日本学生選手権の個人追い抜きで優勝を果たす。その後はトラックレースの短距離選手として活躍を続け、2006年に開催されたアジア競技大会にも出場。
そして2007年6月、南アフリカのケープタウンで開催された世界選手権自転車競技大会Bのスプリントで見事優勝し、同じく同大会のポイントレースで優勝した和田見里美とともに北京オリンピック代表内定選手となった。この他この大会ではケイリンも制し、二冠を達成している。
また同年10月に宮城県の大和町で開催された全日本自転車競技選手権大会のスプリントでも優勝を果たした。
2008年、北京オリンピック日本代表選手として自転車トラックレース（女子スプリント）に出場。参加選手12人中12位の成績に終わったが、同大会同種目金メダルに輝き、また同種目の現世界女王でもあるヴィクトリア・ペンドルドンや、8度の世界一に輝いたナタリア・ツィリンスカヤといった強豪との対戦を経験した。